# Березанська Софія Станіславівна
Софі́я Станісла́вівна Береза́нська (нар. 15 травня 1924, Кам'янець-Подільський — пом. 2 травня 2024, Київ) — український археолог. Доктор історичних наук (1977).

## Життєпис
Народилась 15 травня 1924 року в м. Кам'янці-Подільську Кам'янці-Подільської округи в шляхетній родині з глибокими інтелігентними традиціями; дівоче ім'я — Зося Баранович. 1932 року батька — офіцера, ад'ютанта генерала Брусилова — було заарештовано, а родину вислано до Астрахані. Відразу після завершення юною Софією школи починається Друга світова війна й нове заслання. Тепер вже до північного Казахстану.
Там розпочинається трудова біографія С. Березанської. Першою її професією стає професія трактористки. Але тяга до навчання, гордість і сильна особистості призвели до того, що Софія нелегально виїхала до Кзил-Орди й вступила до Об'єднаного українського університету.
За першої нагоди, ще будучи студенткою, С. С. Березанська повертається в Україну й переводиться на навчання до Київського державного університету ім. Т. Г. Шевченка на історичний факультет, який закінчує з відзнакою 1948 року.
З 11 травня 1948 року працювала в херсонському музеї на посаді старшого наукового співробітника. Восени 1949 року Софія Станіславівна вступає до аспірантури Інституту археології АН України.
1953 року С. С. Березанська закінчує аспірантуру. Невдовзі захищає кандидатську дисертацію на тему: «Пам'ятки передскіфського часу на Уманщині та їх історичне значення», присвячену білогрудівській культурі. Після цього зараховується молодшим науковим співробітником відділу первісної археології Інституту археології АН УРСР. З того часу наукові інтереси Софії Станіславівни вже пов'язані територіально переважно з регіонами Лісостепу та Полісся, тобто з Північною Україною.
Від 1953 року працювала в Інституті археології АН УРСР (нині Інститут археології НАН України): від 1966 року — старший науковий співробітник, у 1986—1997 роках — провідний науковий співробітник. 
Померла 2 травня 2024 року в Києві.

## Родина
- Батько — Станіслав Баранович, офіцер, ад'ютант генерала Брусилова; заарештований 1932 року[2]
- Чоловік — математик, академік Березанський Юрій Макарович (1925—2019)[2][4]
- Дочка — Наталія, біолог, працювала в Інституті біохімії НАНУ[джерело не вказане 465 днів]

## Наукова діяльність
Софія Березанська досліджувала історію населення Північної України часів ранньої, середньої та пізньої бронзової доби.
Провела близько 40 археологічних експедицій, серед яких багаторічні біля села Пустинка Чернігівської області, села Гордіївка Вінницької області.
В 1975, 1977, 1978, 1979, 1980 та 1983 рр. керувала роботами Краснолиманської експедиції Інституту археології, яка займалась дослідженням поселення зрубної культури Усове Озеро в Донецькій області.
Обґрунтувала концепцію культурного розвитку населення Північної України від північно-східних варіантів трипільської культури через пам'ятки культури шнурової кераміки до східнотшинецької і білогрудівської культур (ранньої залізної доби) і далі до ранньослов'янських утворень.
Виділила культуру багатопружкової кераміки, східнотшинецьку культуру та лебедівську культуру.
Розробила методику виявлення та повного розкриття всіх житлових споруд на досліджуваній пам'ятці.
Загальний публікаційний науковий доробок С. С. Березанської складають 5 монографій, 5 колективних книг та близько 110 статей. Одна з авторів колективних монографій «Археологія Української РСР» (Київ, 1971, том 1) та «Давня історія України. Первісне суспільство» (Київ, 1977, том 1).

### Праці
- Бронзова доба на Україні. — К., 1964.
- Средний период бронзового века в Северной Украине. — К., 1972.
- Пустынка. Поселение эпохи бронзы на Днепре. — К., 1974.
- Северная Украина в эпоху бронзы. — К., 1982.
- Культуры эпохи бронзы на территории Украины. — К., 1986 (співавтор).
- Усово Озеро. Поселение срубной культуры на Северном Донце. — К., 1990.
- Das Graberfeld von Hordeevka. — Berlin, 1998 (співавтор).

## Премії

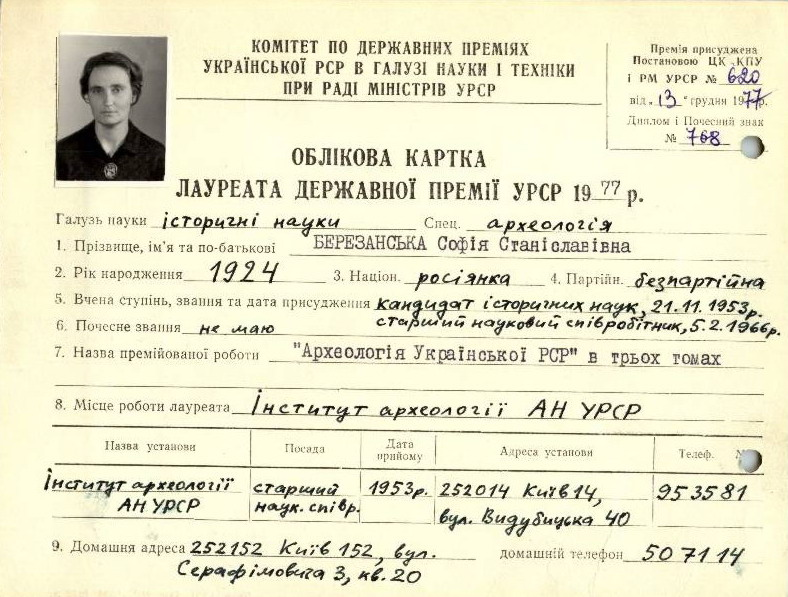
Облікова картка лауреата Державної премії УРСР

- 13 грудня 1977 — Державна премія УРСР у галузі науки і техніки за монографію «Археологія Української РСР» в трьох томах, опубліковану в 1971—1975 роках [5]. Разом із Березанською лауреатами стали ще 9 учених — Лазар Славін, Василь Довженок, Юрій Захарук, Олімпіада Шапошникова, Михайло Кучера, Варвара Іллінська, Олексій Тереножкін, Дмитро Телегін, Сергій Бібиков.